# Ascension
Ascension je sopečný ostrov na jihu Atlantského oceánu vzdálený asi 1600 km od pobřeží Afriky. Je součástí britského zámořského území Svatá Helena, Ascension a Tristan da Cunha. Od ostrova sv. Heleny je vzdálen 1 287 km severozápadně. Ostrov je pojmenovaný po dni, kdy byl zaznamenán jeho objev (Ascension day = Den Nanebevstoupení Páně). Leží na 7.56° j.š., 14.25° z.d., jeho plocha je 88 km².
Na ostrově je umístěno letiště Wideawake, které spolupracuje s Královským letectvem a leteckými silami USA. Ostrov byl značně využíván britskou armádou během bojů o Falklandy. Na Ascensionu je umístěna jedna ze tří antén (další jsou na ostrovech Kwajalein a Diego García), která se využívá v rámci družicového navigačního systému (GPS). Ascension má svou vlastní vlajku (od 11. 5. 2013) a znak (od srpna 2012).

## Historie
Prvním, kdo objevil ostrov, byl portugalský mořeplavec João da Nova (v roce 1501), ale nikde o tom neinformoval. V roce 1503 spatřil ostrov portugalský mořeplavec Alfonso de Albuquerque a to přesně na „Svátek Nanebevstoupení“ (podle římskokatolického kalendáře) a ostrov podle tohoto dne pojmenoval. Suchý a neúrodný ostrov nepřitahoval zájem projíždějících lodí s výjimkou těch, které jely za lovem čerstvého rybího masa. Námořníci mohli maximálně obdivovat mořské ptáky a obrovské samičky zelených želv (karety obrovské), které kladly vajíčka na písečných plážích. Portugalci na ostrově také našli nový zdroj masa — kozy.
V únoru roku 1701 se severozápadně od ostrova u přístavu Clarence potopila loď HMS Roebuck, které velel William Dampier. Asi šedesát lidí úspěšně přežilo na ostrově 2 měsíce, dokud nebyli zachráněni. Není vyloučeno, že ostrov sloužil také jako vězení s volnějším režimem pro odsouzené námořníky, ačkoli jediným takto doloženým případem nedobrovolného exilu byl nizozemský lodní důstojník Leendert Hasenbosch, který byl odsouzen za znásilnění a roku 1725 vysazen na ostrově. V roce 1726 byl britskými námořníky nalezen jeho stan, věci a deník. Nizozemec zřejmě zemřel na nedostatek pitné vody. Ascension byl neobydlený až do doby Napoleonova uvěznění na Svaté Heleně, kdy zde byla umístěna nevelká britská vojenská posádka ke střežení této oblasti.

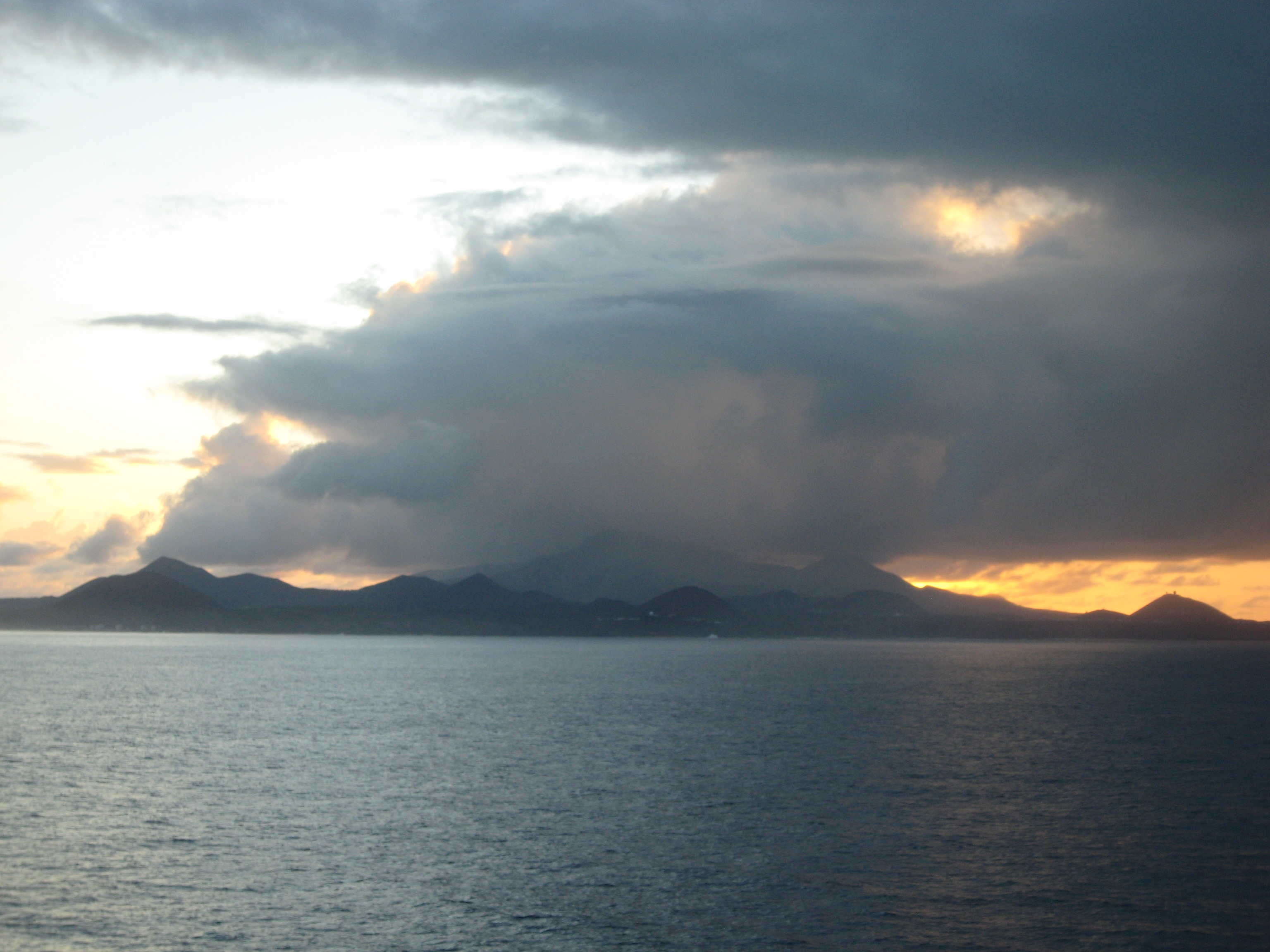
Pohled na ostrov z jihu

Strategická poloha ostrova předurčila Ascension k tomu, aby byl využíván britským námořnictvem. V roce 1898 byl pod vodou u ostrova instalován první kabel, který spojoval Velkou Británii s jejími koloniemi v jižní Africe.
Během druhé světové války postavily Spojené státy na ostrově svojí leteckou základnu známou jako Wideawake („bdělý“ – podle druhu mořských ptáků, kteří ráno díky svému hlasitému volání budili místní lidi). 15. června 1942 došlo k ostřelování jednoho letadla, které chtělo na ostrově přistát. Nakonec se ukázalo, že se jedná o spojenecké letadlo Fairey Swordfish. Tato událost byla později vyobrazena také na jedné z poštovních známek.
Letiště bylo nadále využíváno americkou armádou během operací, kdy byl nutný přesun mezi USA a Evropou. Po skončení druhé světové války přestalo být využíváno. Jediná výraznější akce během druhé světové války se odehrála 9. prosince 1941, kdy se u břehů ostrova vynořila ponorka U-124. Ta byla z ostrova ostřelována a proto ustoupila.
Na ostrov se Američané vrátili během Studené války a při vesmírných projektech, kdy došlo na letišti k prodloužení přistávací plochy tak, aby zde v případě potřeby mohl přistát raketoplán. Ostrov využívala do roku 1967 i NASA a sloužil tedy jako pozemní navigační základna pro americký kosmický program Apollo.
Do širšího povědomí se ostrov znovu dostal v roce 1982 během války o Falklandské ostrovy, které obsadila Argentina a které britská vojska brzy dobyla zpět. Královské letectvo tehdy umístilo na ostrově několik bombardérů Vulcan a tankovacích letounů Victor. Bombardéry Vulcan podnikly z Ascensionu pět dálkových náletů na Falklandy/Malvíny. Během této doby se v důsledku zvýšení letecké dopravy stalo letiště nejvyužívanějším letištěm na světě a také lodě na Ascensionu doplňovaly palivo.

## Politika

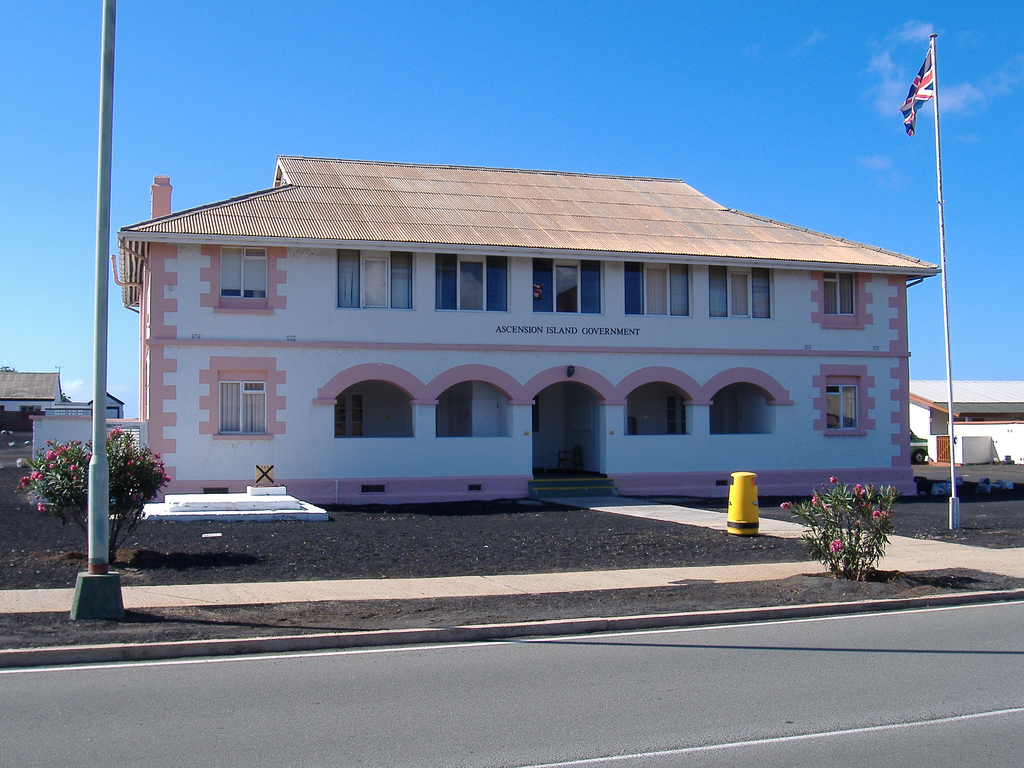
Dům, ve kterém sídlí správa ostrova

Ascension byl od roku 1922 závislým územím Svaté Heleny, zámořském teritoriu Velké Británie. Výkonnou moc má britský panovník, který je zastoupen guvernérem ostrova Svatá Helena. Na ostrově Ascension je guvernér zastoupen správcem ostrova. Výsledkem změn v ústavním uspořádání Ascensionu byla první Ostrovní Rada, která začala plnit svou funkci od 1. listopadu 2002. Šest ze sedmi členů rady však v roce 2007 rezignovalo, neboť chtěli skutečnou demokracii, která podle nich na ostrově neexistuje. Následovaly volby, ve kterých ovšem nikdo nezískal potřebnou většinu. Volby tedy nebyly uznány a guvernér Sv. Heleny pozastavil činnost Ostrovní Rady po dobu 1 roku. Nové volby se měly konat v dubnu roku 2008. Ascension má také svůj vlastní právní řád, který je založen na zákonech Svaté Heleny a Velké Británie.

## Geografie
Hlavní ostrov má rozlohu přibližně 88 km². Sopečný vrchol Green Mountain stoupá přímo na západ od Středoatlantského hřbetu. Převážná část ostrova je pustina plná lávy a popela. Bylo zde rozpoznáno minimálně 44 kráterů (všechny spící). Zatímco ostrov je stejně neúrodný s minimem rostlin tak jako v roce 1843, Zelená hora roste každým rokem. Je vysoká 859 m. Klima na ostrově je tropické, s teplotami od 20 do 31 °C (ve vyšších polohách ještě o 5-6 °C méně). Deště se mohou vyskytovat kdykoliv během roku, ale nejvíce srážek spadne v průběhu června až září. Kousek od východního pobřeží Ascensionu je malý ostrov Boatswain Bird. Je útočištěm pro mořské ptáky, kteří se snažili utéct od krys, koček a lidí, kteří přišli na ostrov z Evropy a Afriky.

## Demografie

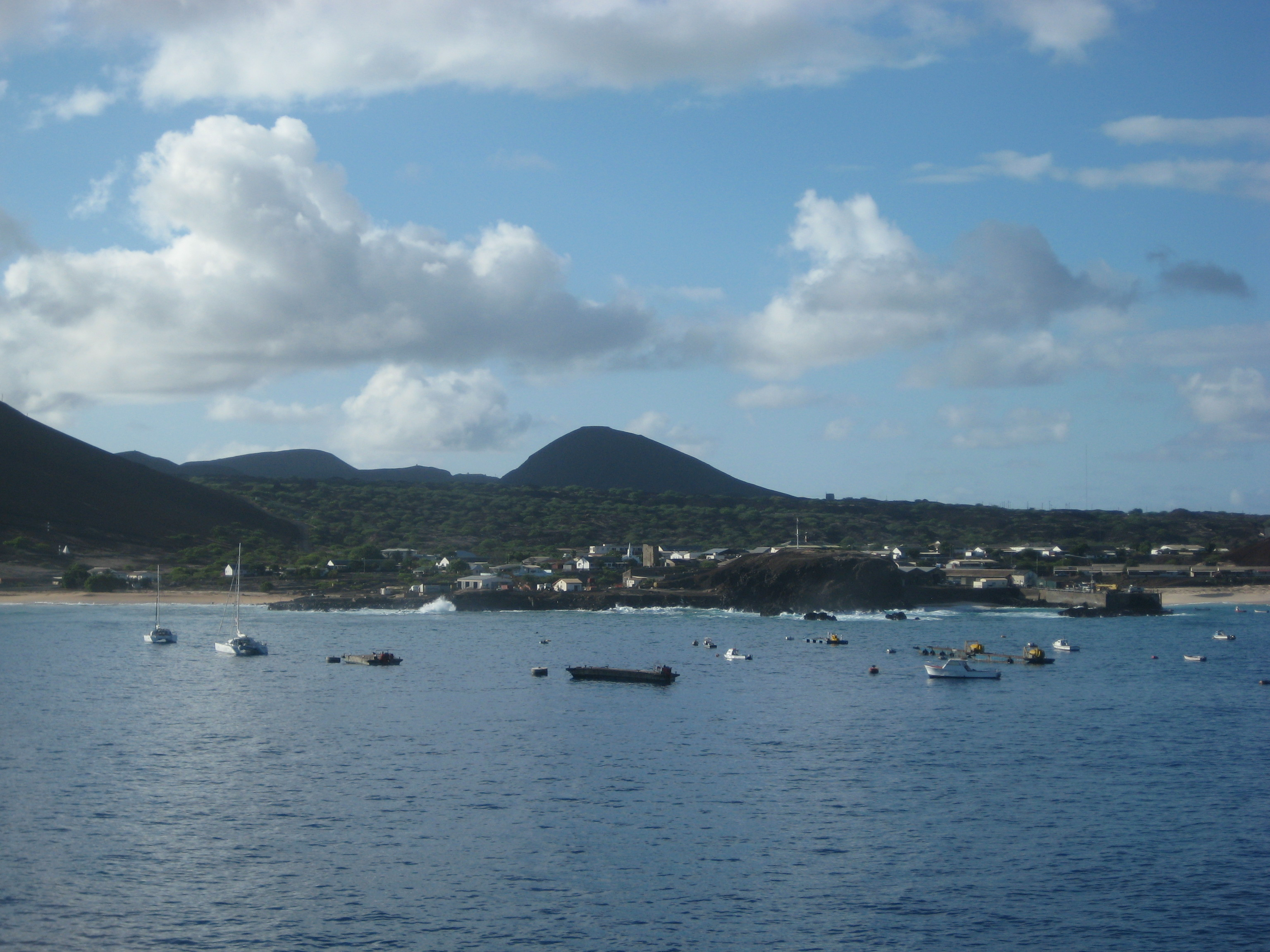
Georgetown od moře

Na ostrově není žádné původní obyvatelstvo. Převážnou část obyvatelstva tvoří příslušníci armády USA a Spojeného království. USA mají na ostrově asi 150 lidí, kteří se starají o údržbu vojenského letectva na ostrově a letiště Wideawake.
Na ostrově je 5 obydlených míst: Georgetown (hl. město, 500 obyvatel), Two Boats (vesnice), Cat Hill (vojenská základna USA), Traveller’s Hill (vojenská základna Spojeného království), Wideawake Airfield (letiště s posádkou Royal Air Force)
Navíc jsou ještě v okolí Zelené hory chaty. Pokud chtějí cizinci vstoupit na území Ascensionu, potřebují k tomu mít písemné svolení správce ostrova. Získat povolení k trvalému pobytu je téměř nemožné. K tomu je nutné obstarat si na ostrově zaměstnání. Britská vláda tvrdí, že právo na bydlení na ostrově nemá vlastně žádný z jeho obyvatel, což je nyní předmětem sporu mezi Radou ostrova a Brity.

## Ekonomika
Hlavní ekonomická aktivita na ostrově je soustředěna na vojenské základně Wideawake. Veškerý majetek a zařízení vlastní armáda. Na ostrově Ascension je také 70 tisíc tun těžká cisternová loď, která už u břehu ostrova definitivně zakotvila a nyní je vítanou turistickou atrakcí. Zákonným platidlem na ostrově je svatohelenská libra, běžně se však používá i libra šterlinků.

### Turistika
Až donedávna nebyla oblast v zájmu cest. ruchu, hlavně kvůli nemožnosti ubytování a také z důvodu omezení vstupu na ostrov. Ovšem díky zájmu turistů byl na ostrově vybudován hotel a několik chatek pro zájemce z ciziny. Ti sem jezdí hlavně kvůli sportovnímu rybolovu. Ostrov se „honosí“ tím, že zde je údajně nejhorší golfové hřiště na světě. To je situováno mezi Georgetownem a vesnicí Two Boats a kromě „zeleně“ je hřiště tvořeno pískem, sopečným popelem a skálami.

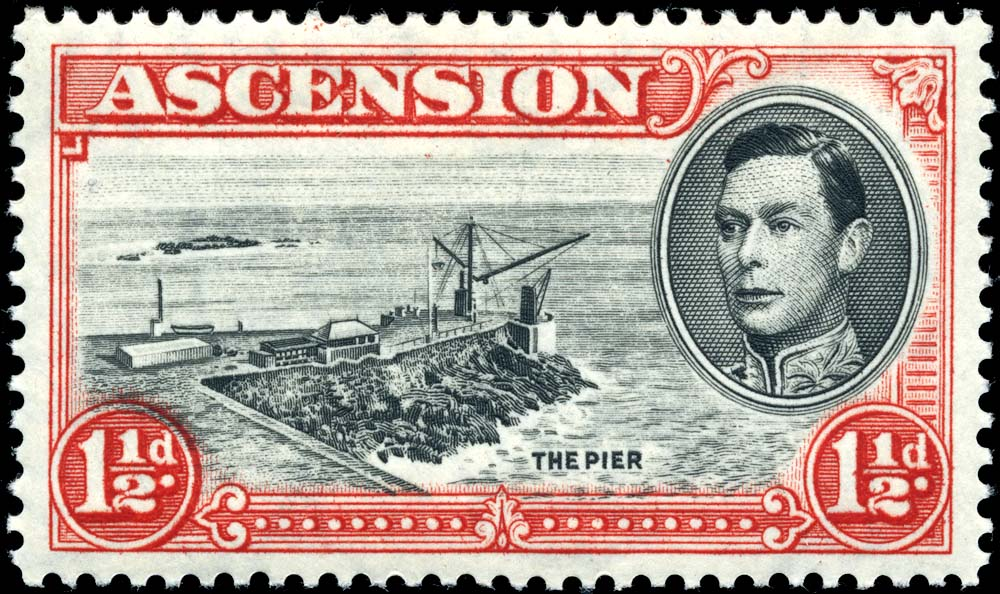
Poštovní známka z roku 1937

### Poštovní známky
Hlavní exportní položkou byly poštovní známky vydávané od roku 1922. Tehdy zde platily známky Svaté Heleny s přetiskem ASCENSION, později se na trhu objevily emise s definitivním označením bez přetisku. Po desetiletí bylo známek vydáváno málo, některé roky i bez jediného exempláře, později se počet emisí začal zvyšovat - kolem roku 1980 na 3-4 emise, nyní vychází 5 až 6 sad známek ročně vytištěných ve Velké Británii. Ostrov měl nepřímé zastoupení v UPU (Světová poštovní unie) od 1. října 1879.

## Telekomunikace
Ostrov je přenosovou stanicí telekomunikačního spojení mezi Jižní Afrikou a Evropou a umožňuje přenos mezinárodního rozhlasového vysílání pomocí satelitů a podmořských kabelů.

## Doprava
Ostrov je spojen letecky s Velkou Británií a Falklandy, jedním až dvěma leteckými spoji týdně do těchto zemí. S USA spojen 1krát týdně a to konkrétně s leteckou základnou na Floridě. Minulé vlády USA a Velké Británie dosáhly také toho, že na ostrově mohou přistávat i civilní letadla. To má sloužit k růstu cestovního ruchu. S ostrovem Sv. Heleny je Ascension spojen 1 leteckým spojem za měsíc na trase Namibie – Sv. Helena – Kapské Město. Na samotném ostrově je jediným druhem veřejné dopravy nedávno zřízená taxislužba. Je možné si také zapůjčit auto. Celková délka cest na ostrově je asi 40 km.

## Fauna a flora
Ostrov se proslavil želvami – karetami obrovskými, které sem pravidelně připlouvají v období od prosince do května, aby nakladly do písku zdejších pláží svá vejce. Na ostrově mají svůj domov také různí mořští ptáci, savci nebo plazi (ještěrky).
Co se flory týče, tak zejména v okolí Zelené hory se dá najít spousta různých rostlin (např. bambusy). V červnu roku 2005 byl také v okolí hory vytvořen vůbec první národní park – Zelenohorský národní park.